# FC MTZ-RIPO
FC MTZ-RIPO (cunoscut înainte sub numele de Fc Traktor sau FC MTZ) este un club de fotbal din Minsk, Belarus.

## Lotul actual de jucători
Din septembrie 2012.
| Nr. |         | Poziție | Jucător           |
| --- | ------- | ------- | ----------------- |
|     | Belarus |         | Maxim Savchenko   |
|     | Belarus |         | Bazarov Roman     |
|     | Belarus |         | Kirill Zhuravlev  |
|     | Belarus |         | Budnikov Artem    |
|     | Belarus |         | Korczak Artem     |
|     | Belarus |         | Ivan Tereschenko  |
|     | Belarus |         | Zhilach Alexander |
|     | Belarus |         | Korchevskiy Roman |
|     | Belarus |         | Ruslan Aliyev     |
|     | Belarus |         | Raslevich Denis   |
|     | Belarus |         | Dmitry Kovel      |

| Nr. |         | Poziție | JucătorPinchuk Vladislav |
| --- | ------- | ------- | ------------------------ |
|     | Belarus |         | Gorski Yegor             |
|     | Belarus |         | Makevich Anton           |
|     | Belarus |         | Pavel Korolchuk          |
|     | Belarus |         | Arthur Konovalov         |
|     | Belarus |         | Sergei Bulynenok         |
|     | Belarus |         | Yakov Semashkevich       |
|     | Belarus |         | Vladimir Polyakov        |
|     | Belarus |         | Rybka Vladislav          |
|     | Belarus |         | Pavel Smolyak            |
|     | Belarus |         | Pavel Korol              |
|     | Belarus |         | Pinchuk Vladislav        |

## Jucători notabli
- Hamlet Mkhitaryan
- Taïna Adama Soro
- Irmantas Zelmikas
- Sergiu Japalau